# Nandini Agasara
Nandini Agasara (* 7. August 2003 in Secunderabad, Telangana) ist eine indische Leichtathletin, die sich auf den Siebenkampf spezialisiert hat. 2025 wurde sie in Gumi Asienmeisterin.

## Sportliche Laufbahn
Ihren ersten internationalen Wettkampf bestritt Nandini Agasara im Jahr 2021, als sie bei den U20-Weltmeisterschaften in Nairobi mit 14,16 s im Halbfinale im 100-Meter-Hürdenlauf aus. Im Jahr darauf belegte sie bei den U20-Weltmeisterschaften in Cali in 13,46 s den siebten Platz und 2023 gewann sie bei den Asienspielen in Hangzhou mit 5712 Punkten die Bronzemedaille im Siebenkampf hinter der Chinesin Zheng Ninali und Yekaterina Voronina aus Usbekistan. 2025 siegte sie mit 5941 Punkten bei den Asienmeisterschaften in Gumi.
2024 wurde Agasara indische Meisterin im Siebenkampf.

## Persönliche Bestleistungen
- 100 m Hürden: 13,34 s (+0,4 m/s), 5. August 2022 in Cali (indischer U20-Rekord)
- Siebenkampf: 5941 Punkte, 30. Mai 2025 in Gumi